# Die Fremden (Band)
Die Fremden waren eine im Jahre 1989 gegründete deutsche Punkrock Band aus Göttingen.

## Geschichte
Die Fremden hatten ihren ersten Auftritt im Göttinger Club Nörgelbuff. Durch Livekonzerte und
selbstproduzierte Kassettenveröffentlichungen wuchs ihr Bekanntheitsgrad stetig und 1993
erschien das Debütalbum „Schmerz und warum Sinne und Sucht uns Zauber Musik Liebe und Tod lehrten“ auf dem Kölner Label Day-Glo Records. Im
darauffolgenden Jahr zogen die Bandmitglieder nach Berlin. Ihr 2. Album „Dilemma“
erschien 1995 und wurde im Studio von Ton Steine Scherben in Fresenhagen aufgenommen.
Als Gast wirkte Gunter Hampel mit.
Die Fremden tourten unter anderem als Support Act von Wayne Kramer und Die Skeptiker. Im Herbst 1996 löste sich die Band auf.
2011 fanden die Mitglieder für zwei Auftritte wieder zusammen.

## Stil

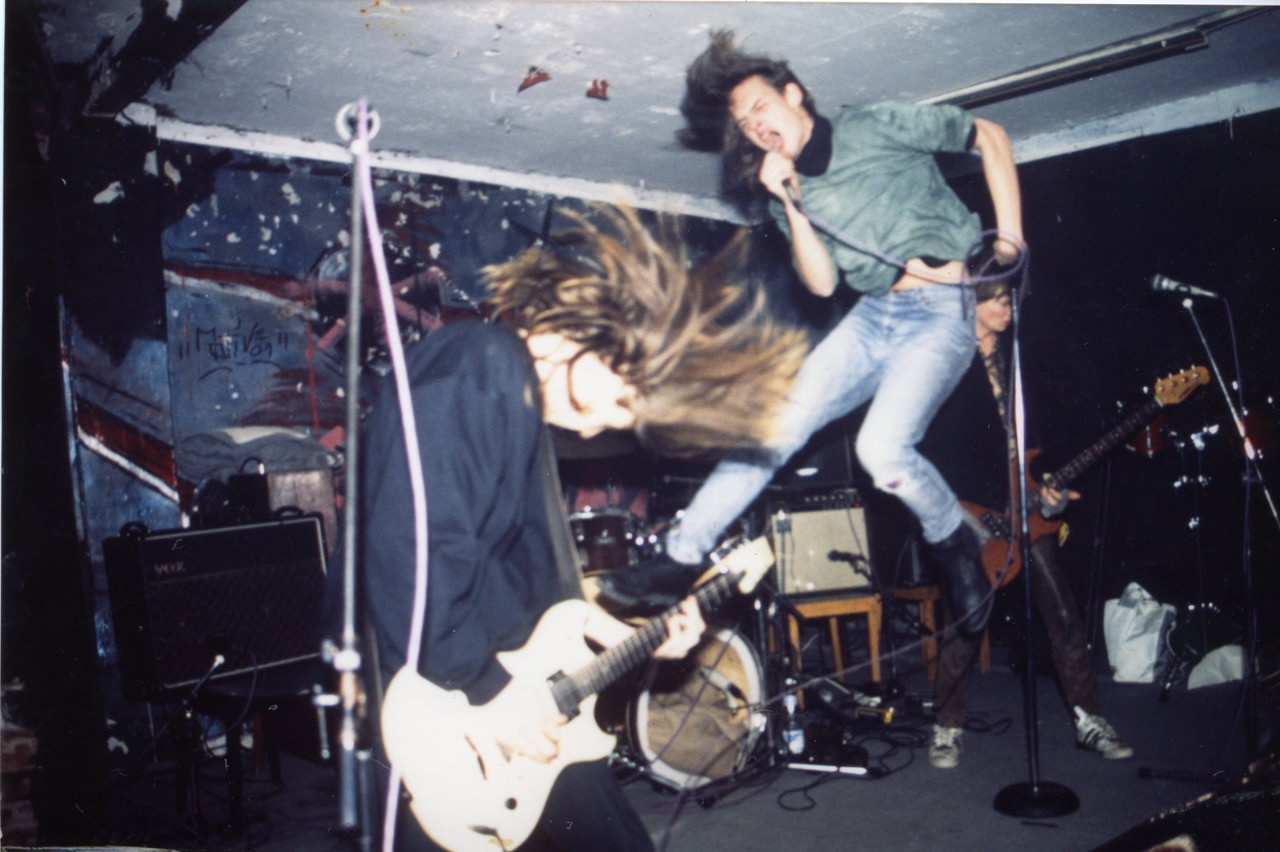
Die Fremden Live, 1991

Die Fremden selbst bezeichneten ihre Musik einmal als Hippiepunkrautart`nGothic`nRoll.

## Sonstiges
Ausschnitte ihres letzten Konzerts wurden von Clemens von Wedemeyer für seine 3-Kanal-Video-Installation „Muster“ (Rushes) gefilmt, welche unter anderem auf der documenta 13 gezeigt wurde.
Das Debütalbum „Schmerz und warum Sinne und Sucht uns Zauber Musik Liebe und Tod lehrten“ wurde 2005 im Rolling Stone Forum unter den 500 besten deutschsprachigen Alben gelistet.
Die Fremden galten als äußerst intensive Live Band.

## Diskografie

### Alben
- Schmerz und warum Sinne und Sucht uns Zauber Musik Liebe und Tod lehrten (1993, Day-Glo Records)[6]
- Dilemma (1995, Day-Glo Records)[7]